# Gerard Piqué
Gerard Piqué Bernabeu (katalán nyelven, kiejtése: [ʒəˈɾar piˈke]) (Barcelona, 1987. február 2. –) világ-, és Európa-bajnok spanyol-katalán labdarúgó, az FC Barcelona játékosa.
Shakira kolumbiai énekesnővel alkotott egy párt, 2 közös gyermekük van. 2022 novemberében bejelentette, hogy elhagyja a Barcelona csapatát és visszavonul.

## Pályafutása

### Manchester United
Piqué egy Sunderland elleni meccsen mutatkozhatott be a Manchester Unitedben John O'Shea cseréjeként. Kezdőként 2006. március 29-én léphetett pályára először a West Ham ellen, ekkor a sérült Gary Neville-t pótolta. Ezen a meccsen Piqué elvállalt egy lövést 35 méterről, amit a kapus szögletre ütött, így nem sok hiányzott az első gólhoz.
Piqué tagja volt annak az U19-es spanyol csapatnak, amely megnyerte az U19-es vb-t.
A 2006/07-es szezonra a Real Zaragoza kölcsönvette a védőt azzal a feltétellel, hogy legalább 20 meccsen pályára küldik, amit be is tartottak.
2007 májusában Sir Alex Ferguson bejelentette, hogy a kölcsönszerződés lejártával a játékos visszatér az Old Traffordra és ott is marad a következő idényre. A skót mester szeretett volna Zaragozába utazni, hogy tárgyaljon Piquével, de ez reptéri problémák miatt nem történt meg.
Piqué jól kezdte a Bajnokok Ligájában való szereplést, hiszen a Dinamo Kijiv ellen gólt szerzett, majd később a Roma ellen is betalált.

### Barcelona
A Barcelona 2008 nyarán 4 millió euróért megvette Piquét a Manchester Unitedtől, így Piqué hazatért szülővárosába. Mint később kiderült, Guardiola rotációs rendszer híve, és előszeretettel játszatja katalán játékosait. Így jóval többet játszik, mint csapattársa, Cáceres, aki szintén ekkor került a klubhoz. Sokan a jövő Puyolának tartják, és bár néha kisebb hibákat vét, általában megbízhatóan és stabilan játszik a védelem közepén. Első gólját január 29-én szerezte, a városi rivális Espanyol elleni kupamérkőzésen, egy szöglet utáni fejesből. A mérkőzés után azt nyilatkozta, hogy sohasem fogja elfelejteni ezt a találatot, és nagyon örül hogy visszatérhetett nevelőegyesületéhez. Kiváló játékának köszönhetően bekerült Vicente del Bosque spanyol szövetségi kapitány keretébe, ahol első válogatott mérkőzésén egyből kezdőként lépett pályára az angolok ellen, majd második válogatott mérkőzésén gólt szerzett a törökök ellen. Az idény végéhez közeledve stabil kezdőnek mondhatta magát, és elképesztően stabilan játszott, a Real Madrid idegenbeli lemosásakor is nagy szerepet vállalt magára, a hátsó magabiztossága mellett csapatának idei 100. bajnoki gólját is megszerezte.
A 2009–2010-es szezon eleje a felkészülési mérkőzéseken túl is jól indult Piqué számára: a UEFA-bajnokok ligája sorsolásán az előző évi legjobbakat is díjazzák, és Piqué bekerült az év csapatába. Egyértelműen a hátsó alakzat egyik legstabilabb elemévé vált.
2010. szeptember 21-én, a Sporting Gijón elleni hazai mérkőzésen, Piqué 100. alkalommal lépett pályára a Barcelona játékosaként.
2010. december 7-én, a Rubin Kazan elleni hazai BL selejtező mérkőzésen, Piqué első alkalommal lépett pályára a Barcelona csapatkapitányaként.
2011. január 10-én tartott Aranylabda gálán (FIFA Ballon d'Or) Piqué öt másik válogatottbeli illetve klubtársával egyetemben megkapta a 2010-es év csapatának járó díját.
A FIFA kitüntetése után néhány nappal az európai szövetség (UEFA) is kihirdette év csapatát, ahol Piqué ismét bekerült a legjobb 11 közé.
2013. május 1-jén Piqué öngólt vétett a Bayern München ellen a Camp Nouban, ezzel 2–0-ra módosította az eredményt a németeknek, így a Bayern 7–0-s összesítéssel nyert.
2014. május 20-án, 2019-ig meghosszabbította kontraktusát. 2015. június 6-án kezdett az olasz Juventus elleni Bajnokok Ligája döntőben, ahol 3–1 arányban diadalmaskodtak a berlini Olimpiai Stadionban. Ezzel a Barca lett az egyetlen klub a történelemben, amely triplázni tudott, vagyis a hazai bajnokság, a hazai kupa után a BL-t is megtudta nyerni egy szezonon belül. Piqué, Xavi, Messi, Iniesta, Busquets, Dani Alves és Pedro után az egyetlen játékos lett, aki mindkét triplázó csapat tagja volt.
2015. december 20-án szintén az elejétől kezdve a pályán volt Jokohamában az argentin River Plate elleni FIFA-klubvilágbajnokság döntőjében. A Barcelona 3–0-ra megnyerte az összecsapást.
2018. január 18-án ismét meghosszabbította szerződését, ezúttal 2022-ig. 2019. augusztus 25-én teljes 90 percet végigjátszotta a Real Betis ellen 5–2-re megnyert mérkőzésen, ami az 500. meccse volt a klub színeiben.
2020 októberében újfent megállapodott egy 2024. június 20-ig szóló egyezségben, amely a kivásárlási záradékát 500 millió euróban határozta meg.
2021. március 3-án az utolsó pillanatban egy fejes góllal hosszabbításra mentette a meccset a Sevilla elleni királykupa elődöntőjében. A Barcelona a hosszabbításban 3–0-ra megnyerte a találkozót és bejutott a 2021-es kupadöntőbe, amelyet végül megnyertek a Bilbao ellen 0–4-re.
2022. november 3-án, 35 évesen váratlanul bejelentette a visszavonulását. Utolsó mérkőzését az Almería ellen játszotta november 5-én.

## Magánélete
Volt barátnője, a kolumbiai világsztár Shakira 2013. január 22-én hozta világra első gyermeküket, Milant, majd 2015. január 29-én megszületett második közös gyerekük, Sasha Pique Mebarak. Shakira és Pique nem voltak házasok. Saját céget vezet, mely online játékokat gyárt.

## Sikerei, díjai

### Klubcsapatokban
Manchester United

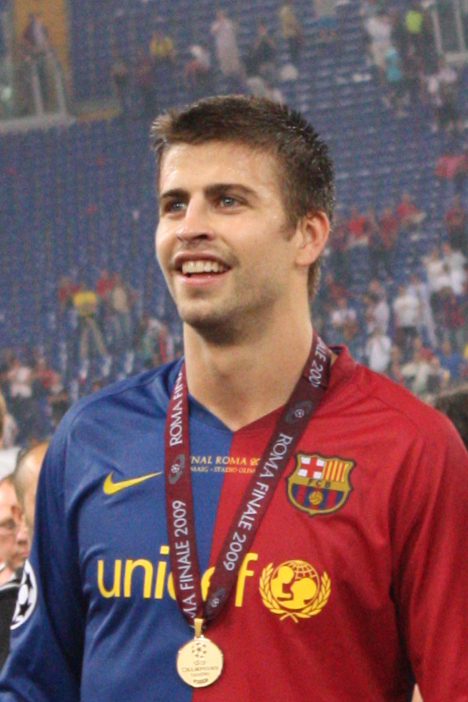
Gerard Piqué a 2009-es Bajnokok Ligája döntőn

- Angol labdarúgó-bajnokság győztes: 2007–2008
- UEFA-bajnokok ligája győztes: 2007–2008

FC Barcelona
- Spanyol labdarúgó-bajnokság győztes: 2008–2009, 2009–2010, 2012–2013, 2014–2015, 2015–2016, 2017–2018, 2018–2019
- Király-kupa győztes: 2008–2009, 2011–2012, 2014–2015, 2015–2016, 2016–2017, 2017–2018
- Spanyol labdarúgó-szuperkupa győztes: 2009, 2010, 2011, 2013, 2016
- UEFA-bajnokok ligája győztes: 2008–2009, 2010–2011, 2014–2015
- UEFA-szuperkupa győztes: 2009, 2011, 2015
- FIFA-klubvilágbajnokság győztes: 2009, 2011, 2015
- FIFA: 2010-es álom csapat tagja

### A válogatottban
Spanyolország
- U19-es labdarúgó-Európa-bajnokság győztes: 2006
- Labdarúgó-világbajnokság győztes: 2010
- Labdarúgó-Európa-bajnokság győztes: 2012

## Könyve
2010 áprilisában Piqué bemutatta első könyvét, amely eddig csak katalán (Viatge d'anada i tornada) és spanyol (Viaje de ida y vuleta) nyelven jelent meg.
- Gerard Piqué. Viaje de ida y vuelta. (2010). ISBN 9788429766325

## Statisztikái

### Klubcsapatokban
Utoljára frissítve: 2022. november 1.
| Klub                  | Szezon           | Liga             | Liga  | Liga  | Nemzeti kupa | Nemzeti kupa | Ligakupa | Ligakupa | Európai | Európai | Egyéb | Egyéb | Összesen | Összesen |
| Klub                  | Szezon           | Bajnokság        | Mérk. | Gólok | Mérk.        | Gólok        | Mérk.    | Gólok    | Mérk.   | Gólok   | Mérk. | Gólok | Mérk.    | Gólok    |
| --------------------- | ---------------- | ---------------- | ----- | ----- | ------------ | ------------ | -------- | -------- | ------- | ------- | ----- | ----- | -------- | -------- |
| Manchester United     | 2004–2005        | Premier League   | 0     | 0     | 1            | 0            | 1        | 0        | 1       | 0       | 0     | 0     | 3        | 0        |
| Manchester United     | 2005–2006        | Premier League   | 3     | 0     | 2            | 0            | 2        | 0        | 0       | 0       | —     | —     | 7        | 0        |
| Manchester United     | 2006–2007        | Premier League   | 0     | 0     | 0            | 0            | 0        | 0        | 0       | 0       | —     | —     | 0        | 0        |
| Manchester United     | 2007–2008        | Premier League   | 9     | 0     | 0            | 0            | 1        | 0        | 3       | 2       | 0     | 0     | 13       | 2        |
| Manchester United     | Összesen         | Összesen         | 12    | 0     | 3            | 0            | 4        | 0        | 4       | 2       | 0     | 0     | 23       | 2        |
| Zaragoza (kölcsönben) | 2006–2007        | La Liga          | 22    | 2     | 6            | 1            | —        | —        | —       | —       | —     | —     | 28       | 3        |
| Zaragoza (kölcsönben) | Összesen         | Összesen         | 22    | 2     | 6            | 1            | —        | —        | —       | —       | —     | —     | 28       | 3        |
| Barcelona             | 2008–09          | La Liga          | 25    | 1     | 6            | 1            | —        | —        | 14      | 1       | 0     | 0     | 45       | 3        |
| Barcelona             | 2009–2010        | La Liga          | 32    | 2     | 1            | 0            | —        | —        | 12      | 2       | 4     | 0     | 49       | 4        |
| Barcelona             | 2010–2011        | La Liga          | 31    | 3     | 7            | 0            | —        | —        | 12      | 1       | 1     | 0     | 51       | 4        |
| Barcelona             | 2011–2012        | La Liga          | 22    | 2     | 8            | 0            | —        | —        | 5       | 0       | 3     | 0     | 38       | 2        |
| Barcelona             | 2012–2013        | La Liga          | 28    | 2     | 4            | 1            | —        | —        | 10      | 0       | 2     | 0     | 44       | 3        |
| Barcelona             | 2013–2014        | La Liga          | 26    | 2     | 2            | 0            | —        | —        | 9       | 2       | 2     | 0     | 39       | 4        |
| Barcelona             | 2014–2015        | La Liga          | 27    | 5     | 6            | 1            | —        | —        | 11      | 1       | —     | —     | 44       | 7        |
| Barcelona             | 2015–2016        | La Liga          | 30    | 2     | 5            | 2            | —        | —        | 8       | 1       | 3     | 0     | 46       | 5        |
| Barcelona             | 2016–2017        | La Liga          | 25    | 2     | 7            | 0            | —        | —        | 8       | 1       | 1     | 0     | 41       | 3        |
| Barcelona             | 2017–2018        | La Liga          | 30    | 2     | 8            | 1            | —        | —        | 9       | 1       | 2     | 0     | 49       | 4        |
| Barcelona             | 2018–2019        | La Liga          | 35    | 4     | 5            | 0            | —        | —        | 11      | 2       | 1     | 1     | 52       | 7        |
| Barcelona             | 2019–2020        | La Liga          | 35    | 1     | 2            | 0            | —        | —        | 7       | 0       | 1     | 0     | 45       | 1        |
| Barcelona             | 2020–2021        | La Liga          | 18    | 0     | 2            | 1            | —        | —        | 3       | 2       | 0     | 0     | 23       | 3        |
| Barcelona             | 2021–2022        | La Liga          | 27    | 1     | 2            | 0            | —        | —        | 10      | 2       | 1     | 0     | 40       | 3        |
| Barcelona             | 2022–2023        | La Liga          | 5     | 0     | 0            | 0            | —        | —        | 4       | 0       | 0     | 0     | 9        | 0        |
| Barcelona             | Összesen         | Összesen         | 396   | 29    | 65           | 7            | —        | —        | 133     | 15      | 21    | 1     | 615      | 52       |
| Karrier összesen      | Karrier összesen | Karrier összesen | 430   | 31    | 74           | 8            | 4        | 0        | 137     | 17      | 21    | 1     | 666      | 57       |

1. ↑  Magában foglalja az FA-kupán és a Spanyol kupán való pályára lépéseket is.
2. 1 2 3 4 5 6 7 8 9 10 11 12  Pályára lépések a Bajnokok Ligájában
3. ↑  Egy pályára lépés UEFA-szuperkupán, tizenegy pályára lépés és két gól a Bajnokok  Ligájában
4. ↑  Két pályára lépés a Spanyol szuperkupán, két pályára lépés a FIFA-klubvilágbajnokságon
5. 1 2 3 4 5 6 7  pályára lépés a Spanyol szuperkupán
6. ↑  Két pályára lépés a Spanyol szuperkupán, egy pályára lépés FIFA-klubvilágbajnokságon
7. ↑  Egy pályára lépés a Szuperkupán, hét pályára lépés a Bajnokok Ligájában
8. ↑  Egy pályára lépés a Spanyol szuperkupán, két pályára lépés a FIFA-klubvilágbajnokságon

### A válogatottban
Utoljára frissítve: 2018. július 1.
| Nemzet        | Év       | Mérkőzés | Gól |
| ------------- | -------- | -------- | --- |
| Spanyolország | 2009     | 13       | 4   |
| Spanyolország | 2010     | 16       | 0   |
| Spanyolország | 2011     | 8        | 0   |
| Spanyolország | 2012     | 11       | 0   |
| Spanyolország | 2013     | 11       | 0   |
| Spanyolország | 2014     | 6        | 0   |
| Spanyolország | 2015     | 8        | 0   |
| Spanyolország | 2016     | 12       | 1   |
| Spanyolország | 2017     | 9        | 0   |
| Spanyolország | 2018     | 8        | 0   |
| Összesen      | Összesen | 102      | 5   |

### Góljai a válogatottban
Utoljára frissítve: 2017. október 6.
| # | Dátum               | Helyszín                                         | Pályára lépés | Ellenfél            | gólja | Eredmény | Verseny                  |
| - | ------------------- | ------------------------------------------------ | ------------- | ------------------- | ----- | -------- | ------------------------ |
| 1 | 2009. március 28.   | Santiago Bernabéu stadion, Madrid, Spanyolország | 2             | Törökország         | 1–0   | 1–0      | 2010-es vb-selejtező     |
| 2 | 2009. augusztus 12. | Philip II Arena, Szkopje, Macedónia              | 8             | Macedónia           | 2–2   | 3–2      | Barátságos mérkőzés      |
| 3 | 2009. szeptember 5. | Estadio Riazor, A Coruña, Spanyolország          | 9             | Belgium             | 3–0   | 5–0      | 2010-es vb-selejtező     |
| 4 | 2009. október 14.   | Bilino Polje, Zenica, Bosznia-Hercegovina        | 12            | Bosznia-Hercegovina | 1–0   | 5–2      | 2010-es vb-selejtező     |
| 5 | 2016. június 13.    | Stadium de Toulouse, Toulouse, Franciaország     | 78            | Csehország          | 1–0   | 1–0      | 2016-os Európa-bajnokság |

## Fordítás
Ez a szócikk részben vagy egészben  a   Gerard Piqué című angol Wikipédia-szócikk ezen változatának fordításán alapul.  Az eredeti cikk szerkesztőit annak laptörténete sorolja fel. Ez a jelzés csupán a megfogalmazás eredetét és a szerzői jogokat jelzi, nem szolgál a cikkben szereplő információk forrásmegjelöléseként.